# Atomic Kitten (албум)
Atomic Kitten е дебютният американски албум на британската поп-група Атомик Китън издаден април 2003.

## Списък с песните
1. „It's OK!“ – 3:15
2. „Be With You“ – 3:38
3. „The Tide Is High (Get The Feeling)“ (радио mix) – 3:25
4. „Feels So Good“ – 3:30
5. „Walking On The Water“ – 4:00
6. „Love Doesn't Have To Hurt“ (радио версия) – 3:28
7. „Love Won't Wait“ – 3:33
8. „Whole Again“ – 3:03
9. „The Last Goodbye“ (радио версия) – 3:07
10. „Right Now“ – 3:35
11. „Eternal Flame“ – 3:15
12. „The Moment You Leave Me“ – 3:28